# Macronema picteli
Macronema picteli är en nattsländeart som beskrevs av Banks 1915. Macronema picteli ingår i släktet Macronema och familjen ryssjenattsländor. Inga underarter finns listade i Catalogue of Life.

## Bildgalleri

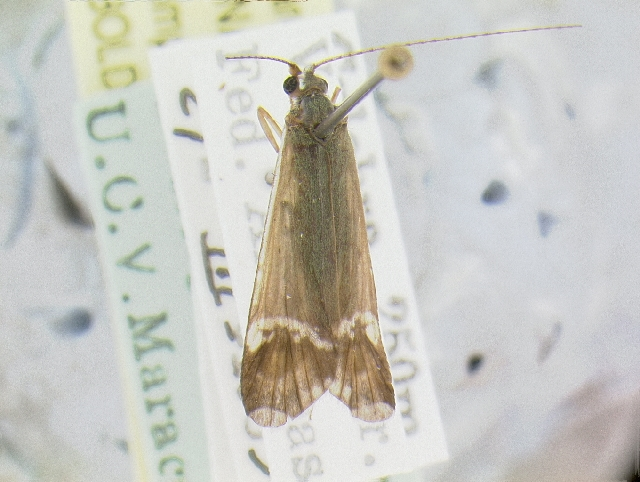